# All'improvviso uno sconosciuto
All'improvviso uno sconosciuto (Lady Beware) è un film del 1987 diretto da Karen Arthur.

## Trama
Dopo aver convinto con il suo talento Mr. Thayer, il direttore dei grandi magazzini Horne's di Pittsburgh, la giovane Katya riesce a farsi assumere come vetrinista. Le pose spesso eccentriche e erotiche in cui dispone i manichini suscitano reazioni contrastanti tra la gente ma fanno aumentare le vendite e, accanto al successo professionale, si affaccia nella sua vita il giornalista Mac Odell, con cui avvia presto una storia d'amore. All'improvviso, però, Katya comincia a ricevere telefonate da uno sconosciuto che la molesta con pesanti avance - nella convinzione di condividere con lei inconfessabili desideri sessuali - e dimostrando di essere a conoscenza di tutti i suoi spostamenti. Il misterioso uomo, Jack, sposato con due figli, lavora in uno studio di radiologia di fronte a Horne's, da dove spia i movimenti della ragazza.
Una notte, mentre fa l'amore con Mac, Katya scopre che il maniaco la sta spiando all'interno dell'appartamento, sicché decide di far sbarrare le finestre dell'abitazione. La persecuzione non si arresta, Jack penetra ugualmente da Katya e l'esausta donna, dopo aver rinforzato le misure di sicurezza, abbandona per un periodo il lavoro barricandosi in casa. Un giorno decide di reagire: fissa un appuntamento con lo stalker per guardarlo negli occhi e poi scopre dove abita, rivelando a sua moglie (che va via di casa) quanto accade e disseminando la zona con manifesti in cui la scritta "pervertito" compare sotto la foto di Jack. Infine lo attende da Horne's dopo l'orario di chiusura e riesce a farlo arrestare.

## Accoglienza

### Critica
il Morandini valuta positivamente il film, commentando: « Da una sceneggiatura esemplare per ritmo, efficacia, acume psicologico, la Arthur ha ricavato un thriller ammaliante per inventiva, ricercatezza figurativa e barocchismo immaginoso. Solo una donna poteva fare questo film in questo modo ». Il dizionario assegna tre stelle per il giudizio critico e due pallini per il successo di pubblico.